# Giorgio Amendola

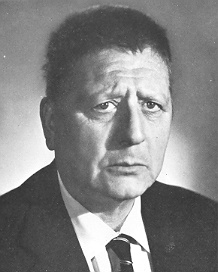
Giorgio Amendola, 1972

Giorgio Amendola (* 21. November 1907 in Rom; † 5. Juni 1980 ebenda) war ein italienischer Politiker und Schriftsteller.

## Leben
Giorgio Amendola war der älteste Sohn des Politikers Giovanni Amendola und seiner Frau Eva Kühn, einer deutschsprachigen Intellektuellen aus Wilna. Das Schicksal seines Vaters, der 1925 von faschistischen Attentätern misshandelt wurde und nach monatelanger medizinischer Behandlung 1926 starb, prägte ihn tief. Er wandte sich kommunistischen Kreisen in Neapel unter der Leitung von Emilio Sereni und Manlio Rossi-Doria zu, wurde 1929 Mitglied der PCI und schloss 1930 ein Studium der Rechtswissenschaft ab. Nachdem er 1931 an einem Kongress der Komintern in Köln teilgenommen hatte, wurde er 1932 nach seiner Rückkehr nach Italien verhaftet und zu fünf Jahren Konfination auf einer Insel im Tyrrhenischen Meer verurteilt. Seine französische Partnerin Germaine Lecocq, die er 1934 heiratete, begleitete ihn in die Gefangenschaft. 1937 zog er nach Frankreich und leitete dort verschiedene kommunistische italienische Gruppen. 1943 kehrte er nach Italien zurück. Nach der Kapitulation Italiens im September 1943 trat er in das Komitee der Nationalen Befreiung ein und war an der Planung des Attentats in der Via Rasella beteiligt. Im Mai 1944 gehörte er dem Generalkommando der Garibaldi-Brigaden an. 
Bei Kriegsende trat er 1945 in die Abgeordnetenkammer unter dem Vorsitz von Parri ein und wurde in der Regierung De Gasperi bei den Parlamentswahlen in Italien 1946 und bei mehreren späteren Wahlgängen wiedergewählt. Bis zu seinem Tode blieb er Mitglied der Kommunistischen Partei Italiens. Von 1969 bis 1980 war er zudem Mitglied des Europäischen Parlaments. Ab 1967 betätigte sich Amendola in seinen letzten Lebensjahren auch als Schriftsteller. Er verfasste einige historische Essays und erläuterte in Werken von autobiografischem Charakter seinen Einsatz für den Antifaschismus und die Resistenza. Einige Stunden nach seinem Tod am 5. Juni 1980 verstarb auch seine Frau. Giorgio Amendola wurde auf dem Friedhof Verano bestattet.

## Publikationen (Auswahl)
- Interview über den Antifaschismus mit Piero Melograni (Online). Übersetzt von Jens Petersen: Der Antifaschismus in Italien. Ein Interview von Piero Melograni. Mit einem Nachwort von Jens Petersen. Klett-Cotta, Stuttgart 1977.
- Storia del Partito comunista italiano, Editori Riuniti, Rom 1978.
- Una scelta di vita, Rizzoli, Mailand 1976.
- Un’isola, Rizzoli, Mailand 1980.